# Юридики в Великом княжестве Литовском
Юридики в Великом княжестве Литовском (польск. jurydyka, от лат. iuridicus ― судебный, ius [iuris] ― право и dicere ― говорить) ― административно независимые, обособленные части городов и предместий в Великом княжестве Литовском, на которые не распространялась административная и судебная власть местного самоуправления.
Обычно такие территории принадлежали крупным магнатам-помещикам или монастырям, со временем становясь центрами ремесленничества и торговли.
Возникли в Западной Европе в XV веке как результат принудительного переселения крепостных на господские и монастырские земли или добровольного переселения горожан на них. Помещик приобретал участки земли в городских пределах или в предместьях. Эта собственность выпадала из-под контроля королевского и городского управления.
В Великом княжестве Литовском нередко господские предместья приобретали характер местечек с собственными формами самоуправления.
Первые сведения о юридике в ВКЛ относятся к XV в. в грамотах городу Бресту.
После Люблинской унии 1569 юридики содействовали расширению монастырских владений в ВКЛ и, следовательно, большему влиянию католической церкви.
Иногда местные власти, пользуясь юридиками, допускали произвол по отношению к горожанам. Так, в 1615 году часть жителей Мозыря подчинялась управлению замка, ставшему взимать с мещан незаконные налоги. Возмущенные горожане подняли восстание, ворвались в замок, убили нескольких чиновников. Они избрали войта, расширили льготы магдебургского права на всех мещан. Власть в Мозыре перешла к городскому магистрату. В 1622 году королевский суд признал отдельные требования мозырчан.
Жители Кричева обратились к королю Речи Посполитой Владиславу IV Вазе о ликвидации юридик и получении магдебургского права. В августе 1633 года город получил привилей, по которому отменялись все юридики как частные, так и монастырские.
По инвентарю 1641 года в Витебске, например, было 28 юридик. Крупнейшие из них по количеству домов: юридика униатского митрополита Киевского и Полоцкого Антония Селявы (180 домов по всему Витебску), юридика витебского земского судьи Самуила Староселського (112 домов), юридика пана Андрея Рамши (50 домов), юрилика виленской капитулы (27 домов), юридика витебского стольника Христофора Храповицкого (21 дом). В частной юрисдикции Витебска, таким образом, находилось 62 % домов.
В части Киевщины, отошедшей к Польше, во второй половине XVII века магнатские и монастырские города составляли почти 90 %, на Волыни около 88 % всех городов.
Киев, например, административно вообще почти весь делился на юридики до конца XVIII в., территориальной единицей которых был церковный приход. Например, в приходе Бискупщины под юрисдикцией католического бискупа проживали сотни ремесленников и торговцев, платящие налоги не городу, а бискупу. Не платили также налог в городскую казну и 4 корчмы в Бискупщине, приносящие 1200 злотых годового дохода. Обладали юридиками и православные Киево-Печерский, Софийский, Успенский монастыри.
В истории Гродно также известные крупные юридики, принадлежавшие двум униатским монастырям.
Жировицкий монастырь получил от Льва Сапеги юридики и несколько деревень с крестьянами.
Для горожан и жителей местечек юридики имели ряд и положительных сторон. Прежде всего, поскольку дома и земли магнатов освобождались от налогообложения, мещанину выгоднее было передать право собственности на свой дом и земельный участок магнату, оставаясь владельцем переданной недвижимости, иметь сады и покосы. Поскольку население юридик в основном составляли ремесленники и торговцы (и лишь в меньшей степени огородники), то неподвластность их королевскому и местному налоговому законодательству приобретала ещё большее значение. Причем в ВКЛ юридики не переросли в самоизоляцию, в самостоятельные рынки, как это произошло в некоторых городах Польши.
Поскольку юридики по мнению властей тормозили хозяйственное развитие и единый порядок управления, препятствовали сословной консолидации горожан, польский сейм 1764 года ликвидировал их.
В ВКЛ юридики отменены после присоединения к Российской империи, согласно жалованной грамоте городам 1785 года. Частные города выкупались российским правительством, а находившиеся в залоге у магнатов городские юридики отходили казне. Окончательно юридики ликвидированы в 1791 году.
Юридики ― существенный элемент социально-экономической жизни ВКЛ. Они во многом определили структуру городского и местечкового населения Украины и Беларуси, дальнейшее развитие городов.